# في العجين
في العجين (بالإنجليزية:In the Dough) هو فيلم كوميدي أمريكي قصير انتج في سنة 1932 بطولة روسكو "فاتي" آرباكل ويتضمن شيمب هاوارد أحد أعضاء المهرجون الثلاثة.

## طاقم التمثيل
- روسكو "فاتي" آرباكل
- فريتز هيوبيرت
- جرايسي وورث
- لاينول ستاندر
- شيمب هاوارد
- دان كولمان
- إثيل دافيذ
- ديكيستر مكرينولدز
- مارك ماريون
- رالف سانفورد
- فريد هاربر
- لورانس أوسوليفان

## وصلات خارجية
- في العجين على موقع IMDb (الإنجليزية)
- في العجين على موقع فيلمافينيتي (الإسبانية)
- في العجين على موقع قاعدة بيانات الفيلم (الإنجليزية)
- في العجين على موقع ليتربوكسد (الإنجليزية)
- في العجين على موقع كينوبويسك (الروسية)